# Portret doży Francesco Veniera
Portret doży Francesco Veniera – obraz olejny renesansowego włoskiego malarza Tycjana znajdujący się obecnie w Muzeum Thyssen-Bornemisza w Madrycie.

## Powstanie dzieła
Do obowiązków Tycjana pełniącego od 1517 funkcję malarza Republiki Weneckiej należało malowanie oficjalnych portretów dożów. Portret Francesco Veniera powstał w czasie jego krótkiego panowania w latach 1554-1556 i został zawieszony w Pałacu Dożów. W czasie pożaru w 1577 wszystkie obrazy znajdujące się w pałacu uległy zniszczeniu, tak więc płótno z kolekcji Muzeum Thyssen-Bornemisza jest repliką utraconego dzieła lub jego wstępnym studium. Obraz znajduje się w zbiorach madryckiego muzeum od 1930 roku, wcześniej był wzmiankowany w kolekcji Tivulzio w Mediolanie.

## Opis obrazu
Artysta przedstawił postać doży ubraną w kosztowny, złoty strój świadczący o pełnionej przez niego funkcji. Mężczyzna robi wrażenie ciężko chorego, ma wychudłą, zapadniętą twarz i ledwo stoi na nogach. Wyciągniętą do przodu prawą ręką zdaję się z trudem utrzymywać równowagę, ma zaczerwienioną twarz, szklisty wzrok i świadczące o wysiłku napięte żyły na skroniach. Kompozycję uzupełnia czerwona draperia w prawym, górnym rogu obrazu, której obecność powoduje, że przedstawiona sylwetka wydaje się być jeszcze bardziej niestabilną.
Obraz Tycjana jest naturalistycznym i wręcz brutalnym przedstawieniem cierpienia i smutku człowieka pokonanego przez chorobę i stojącego w obliczu rychłej śmierci. Jego słabość podkreśla wątła, biała nitka opadająca znad ucha i kontrastująca z ciężkim, złotym brokatem szaty.
W lewej części obrazu widoczne jest okno z dynamicznym widokiem laguny, na której niewielka łódź żaglowa walczy z wiatrem, a w oddali ukazany jest pożar i słup białego dymu.